# شبكة شارلوت 2: مغامرة ويبر الكبرى (فلم)
شبكة شارلوت 2: مغامرة ويبر الكبرى (بالإنجليزية: Charlotte's Web 2: Wilbur's Great Adventure) هو فيلم 2003 مباشرة إلى الفيديو المتحركة، وتكملة لفيلم عام 1973 شبكة شارلوت. وأنتج من قبل باراماونت، يونيفرسال بيكتشرز (كما يرى الشعار على النشرات في جميع أنحاء العالم)، يونيفرسال ستوديوز الكرتون (كما يرى الشعار على النشرات الدولية)، ونيكلوديون، وزعته باراماونت الترفيه المنزلي في أمريكا الشمالية واستوديوهات يونيفرسال الرئيسية الترفيه في الخارج.

## مؤامرة
الفيلم يفتح في فصل الربيع، أي بعد نحو عام شارلوت قد مات. شارلوت ثلاث بنات، نيللي، العنكبوت، والفرح، هي الآن في مراحل المراهقة، مع ويلبر بمثابة الرفيق ومعلمه.
خلال هذا الوقت، ويلبر قطيع يصادق كارديجان، حملا الوليد الذي بدا عليه باستمرار الحملان الأخرى، والأصغر سنا غنم له لأنه من الصوف الأسود. ويلبر كارديجان يأخذ تحت جناحه ويعرض له في المزرعة، وسبل الحياة الحيوانية، والأخطار المحدقة نبحث عنها.
ومع ذلك، بعد أسابيع قليلة فقط، زوكرمان تبيع كارديجان فجأة إلى مزارع آخر، لذلك ويلبر، جنبا إلى جنب مع بناته شارلوت وتيمبلتون الفأر، والمبينة لزيارة كارديجان وتأكد من انه على ما يرام.
في رحلة لزيارة كارديجان، ومع ذلك، ويلبر جائعا حتى انه يحصل على بعض العنب التي تجعل له نظرة الأرجواني. بعض من لحاء الأشجار والأراضي ويأتي على رأسه. هذا ما يجعله يبدو وكأنه الخنازير البرية. ضرب بالقرب من سيارة ثم يكشف عن أن اثنين من اللاعبين الآخرين الآن وقد شهدت الخنازير البرية. وهذا يجعل من الصعب على ويلبر لزيارة كارديجان.
وفي الوقت نفسه، شر الثعلب اسمه فارلي يأتي ويسرق دجاجة من الحظيرة، ويلقى باللوم على ويلبر. فارلي يأتي ويسرق كارديجان من الحظيرة، وخطط لتناول الطعام معه. ويلبر يجب الآن حفظ صديقه، ويفعل ذلك من خلال محاصرة له في «شبكة الخنازير». بناته شارلوت تدور كلمة «الثعلب» في بيت العنكبوت، والسرخس يصل في الوقت المناسب لانقاذ ويلبر. الثعلب، في حين لم تظهر، ويتم التخلص من الأرجح. بناته شارلوت يقرر البقاء مع كارديجان، وينتهي الفيلم ويلبر أن الطفل يجلس الأطفال في تيمبلتون. كان قد وعد بذلك في وقت سابق عندما كان تيمبلتون للحصول على ويلبر من بعض شجيرات العليق، الأمر الذي ساعد أيضا تجعله يبدو وكأنه خنزير بري.

## وصلات خارجية
- مقالات تستعمل روابط فنية بلا صلة مع ويكي بيانات